# Crazy Little Thing
Crazy Little Thing (bra: Final Feliz; prt: O Par Perfeito) é um filme de comédia romântica estadunidense de 2002, escrito e dirigido por Matthew Miller. O filme é estrelado por Chris Eigeman e Jenny McCarthy.

## Sinopse
Whitney (Jenny McCarthy) é uma bem-sucedida jornalista, que um dia decide se mudar para Nova Iorque para trabalhar em uma importante rede de televisão. Whitney é uma mulher muito meticulosa e deseja triunfar em sua carreira, mas também, sonha com encontrar o amor num homem rico e atraente. Ao caminho para ir gravar uma nova reportagem para emissora, Whitney encontra Jimmy (Chris Eigeman) que é um garçom que deseja um dia ser escritor e que ainda mora com seu pai. Logo no inicio os dois não se entendem, mas com os encontros constantes fazem com que um se entenda um com o outro.[carece de fontes?]

## Elenco
- Chris Eigeman como Jimmy
- Jenny McCarthy como Whitney Ann Barnsley
- Drea de Matteo como Dee
- Paul Dooley como pai de Jimmy
- Josh Stamberg como Eddie Oshinski
- Alanna Ubach como Wendy
- Dólar Aubrey como Gina Vosola
- Joelle Carter como Kate
- Brian Anthony Wilson como Phil